# 에이미 카레로
에이미 카레로(Aimee Carrero, 1988년 7월 15일 ~ )는 도미니카계 미국인 배우 겸 성우로, 애니메이션 《아발로 왕국의 엘레나》의 주인공 엘레나 공주 역, 그리고 《우주의 전사 쉬라》의 주인공 아도라(쉬) 역으로 유명하다. 실사 배우로서는 시트콤 《영 앤 헝그리》, 청소년 드라마 《레벨 업》으로 알려져 있다.

## 약력
도미니카 공화국 수도 산토도밍고에서 태어나 미국 마이애미에서 자랐다. 어머니는 도미니카인이고 아버지는 푸에르토리코인이다. 플로리다 국제 대학교에서 국제관계학을 전공하고 2008년 졸업하였다.
그녀는 2009년 극장용 애니메이션 영화 《앨빈과 슈퍼밴드 2》에서 에밀리 역으로 출연하면서 이름을 알렸다. TV 드라마에서는 《멘탈리스트》, 《링컨 하이츠》, 《그릭》 등에 출연하였다.
2015년 1월 디즈니 채널에서 방영하는 애니메이션 시리즈 《아발로 왕국의 엘레나》의 주인공 엘레나 공주 역으로 캐스팅되었다. 해당 작품은 기존의 애니메이션 《리틀 프린세스 소피아》의 스핀오프이자, 디즈니 최초의 라틴계 공주 캐릭터 주연작이다. 2016년 7월 첫 화가 방송되었다.
2018년 카레로는 넷플릭스 방영 애니메이션 시리즈 《우주의 전사 쉬라》에서 주인공인 아도라 역 성우로 캐스팅되었다. 고전 애니메이션을 리메이크한 작품으로, 외계 행성 에더리아를 배경으로 침략군에서 전향한 주인공 아도라가 전사 쉬라로 변신할 수 있는 힘을 얻고 침략군에 맞서는 이야기를 다룬다. 《쉬라》는 공개 이후 큰 호평을 얻고 2020년까지 방영되어 시즌5로 막을 내렸다.
2015년 11월 동료 배우인 팀 록(Tim Rock)과 약혼하였고, 이듬해 8월 결혼하였다.

## 출연작 목록

### 영화
| 연도 | 제목                                              | 원제                                    | 배역            | 비고                           |
| ---- | ------------------------------------------------- | --------------------------------------- | --------------- | ------------------------------ |
| 2007 | 이센셜 맨                                         | The Essential Man                       | 에바 슈트로하임 | 단편                           |
| 2007 | 카테고리 4                                        | Category 4                              | 알렉산드라      | 단편                           |
| 2009 | 앨빈과 슈퍼밴드 2                                 | Alvin and the Chipmunks: The Squeakquel | 에밀리          |                                |
| 2010 | 네버 윈터                                         | Never Winter                            | 샘              | 단편                           |
| 2011 | 레벨 업                                           | Level Up                                | 앤지            | TV 영화                        |
| 2012 | 블루 라군: 더 어웨이크닝                          | Blue Lagoon: The Awakening              | 주드            | TV 영화                        |
| 2014 | 데블스 듀                                         | Devil's Due                             | 에밀리          |                                |
| 2014 | 부고                                              | Obituaries                              | 마리 싱클레어   | 단편                           |
| 2015 | 라스트 위치 헌터                                  | The Last Witch Hunter                   | 미란다          |                                |
| 2016 | 리틀 프린세스 소피아: 엘레나와 비밀의 아발로 왕국 | Elena and the Secret of Avalor          | 엘레나 공주     | TV 애니메이션 영화 목소리 출연 |
| 2017 | 요슈아                                            | Yoshua                                  | 마엘            | 단편                           |
| 2018 | 포르투갈인 아이                                   | The Portuguese Kid                      | 패티 드라고네티 |                                |
| 2018 | 딜런                                              | Dylan                                   | 마리차          | 단편                           |
| 2020 | 원더 다클리                                       | Wander Darkly                           | 셰이            |                                |
| 2020 | 홀리데이트                                        | Holidate                                | 칼리            |                                |
| 2022 | 맥과 리타                                         | Mack & Rita                             | 수니타          |                                |
| 2022 | 더 메뉴                                           | The Menu                                | 펄리시티        |                                |
| 2022 | 크리스마스 스피릿                                 | Spirited                                | 노라            |                                |

### 텔레비전 드라마
| 연도    | 제목                       | 원제                        | 배역              | 비고                                  |
| ------- | -------------------------- | --------------------------- | ----------------- | ------------------------------------- |
| 2009    | 한나 몬타나                | Hannah Montana              | 미아              | "For (Give) a Little Bit" 에피소드    |
| 2009    | 링컨 하이츠                | Lincoln Heights             | 실비아 토레스     | 4회분 출연                            |
| 2009    | 멘탈리스트                 | The Mentalist               | 캐시              | "Blood Brothers" 에피소드             |
| 2010    | 그릭                       | Greek                       | 서니              | "Your Friends and Neighbors" 에피소드 |
| 2012-13 | 레벨 업                    | Level Up                    | 앤지              | 주연                                  |
| 2014    | 베이비 대디                | Baby Daddy                  | 시드니            | "Romancing the Phone" 에피소드        |
| 2014    | 아메리칸스                 | The Americans               | 루시아            | 4회분 출연                            |
| 2014-18 | 영 앤 헝그리               | Young & Hungry              | 소피아 로드리게스 | 주연                                  |
| 2015-16 | 블라인드스팟               | Blindspot                   | 아나 몬테스       | 2회분 출연                            |
| 2016    | 맥가이버                   | MacGyver                    | 신디              | "The Corkscrew" 에피소드              |
| 2017    | 아메리칸 호러 스토리: 컬트 | American Horror Story: Cult | 피크닉 여자       | "Election Night" 에피소드             |
| 2019    | 더 빌리지                  | The Village                 | 소피아 로페스     | 5회분 출연                            |
| 2021    | 조용한 희망                | Maid                        | 대니엘            |                                       |
| 2022    | 오퍼                       | The Offer                   | 로지 몰리나       |                                       |
| 2023    | 컨설턴트                   | The Consultant              | 패티              | 주연                                  |

### TV 애니메이션 성우
- 아발로 왕국의 엘레나(2016-20) - 엘레나 공주 역
- 우주의 전사 쉬라(2018-20) - 아도라 / 쉬라 역
- 패밀리 가이(2022) - 히스패닉 소녀 역("First Blood" 에피소드)
- 복스 마키나의 전설(2023) - 아샤리 소녀 역("Pass Through Fire" 에피소드)